# 莫古魯
莫古魯，是台灣鄒族姊妹潭傳說的反派角色，性格殘暴，也是所有事件的起因，後來受到天神的懲罰。

## 身世與形象
莫古魯是過去阿里山上數個部落中一個部落的酋長獨生子，為人殘忍凶暴，經常到處打獵、侵犯或殺害其他部落的族人，因此被稱為「阿里山之熊」。

## 傳說
遭遇反抗
當時，阿里山另一個部落酋長有一對漂亮的女兒：阿娃娜、阿娃嘉，她們有一次帶著一群女孩在森林東側唱歌跳舞時，被外出打獵的莫古魯發現，莫古魯上前去欺負她們，大多數的女孩都逃走了，只有姊妹倆豪不畏懼得請他離開，還在莫古魯想要侵犯她們時狠狠打他，最後領著女孩們離開。
恐嚇
丟臉的莫古魯心有不甘，便派人到姊妹的部落，謊稱山神生氣，要獻祭100個人頭，並向他們要求其中50個，如果不從，部落就會被燒光並屠殺殆盡。部落的人都十分恐慌，姐妹倆知道這是莫古魯的主意，便到森林中的空地上下跪向天神祈禱，表明願意犧牲自己拯救部落。天神被她們所感動，便將她們留下的淚水化作湖泊，而她們也淹沒其中。
懲罰
後來，莫古魯率領部落中的壯漢進攻姊妹倆的部落時，被那座湖擋住去路，而姐妹倆的身影漂在水面上，大罵他假冒山神的名義做盡壞事，揚言天神會懲罰他，生氣的莫古魯命令部下們游湖過去，但他們才剛進入水中，天空就開始下起了暴雨、天打雷劈、湖面甚至湧起巨浪，把入侵者沖散，莫古魯的軍隊因此解體，姊妹倆的部落也因此得救，姊妹倆本人則消失於湖泊之中。
後續
為了感謝阿娃娜、阿娃嘉犧牲自己拯救部落，部落的族人稱呼她們的眼淚形成的湖泊為「姊妹潭」，而受到懲罰的莫古魯則深深感到自己的錯誤，就此改邪歸正。

## 其他版本
另有傳說認為姊妹潭的名字由來是因為阿娃娜、阿娃嘉同時愛上一名男子，卻不願傷害姊妹情，於是雙雙投潭自盡。